# Le Tréhou
Le Tréhou är en kommun i departementet Finistère i regionen Bretagne i västra Frankrike. Kommunen ligger i kantonen Ploudiry som tillhör arrondissementet Brest. År 2022 hade Le Tréhou 636 invånare.

## Befolkningsutveckling
Antalet invånare i kommunen Le Tréhou
Referens:INSEE